# Calle de Sevilla (Madrid)
La calle de Sevilla es una breve vía del distrito Centro de Madrid, en el barrio de las Cortes y muy cerca de la Puerta del Sol. Discurre en sentido sur-norte entre la plaza de Canalejas y la calle de Alcalá. Antes se llamó calle Ancha de los Peligros (lo que ha llevado a confundirse la forma abreviada popular calle de los Peligros con la calle de la Virgen de los Peligros, antigua calle Angosta de los Peligros).

## Historia

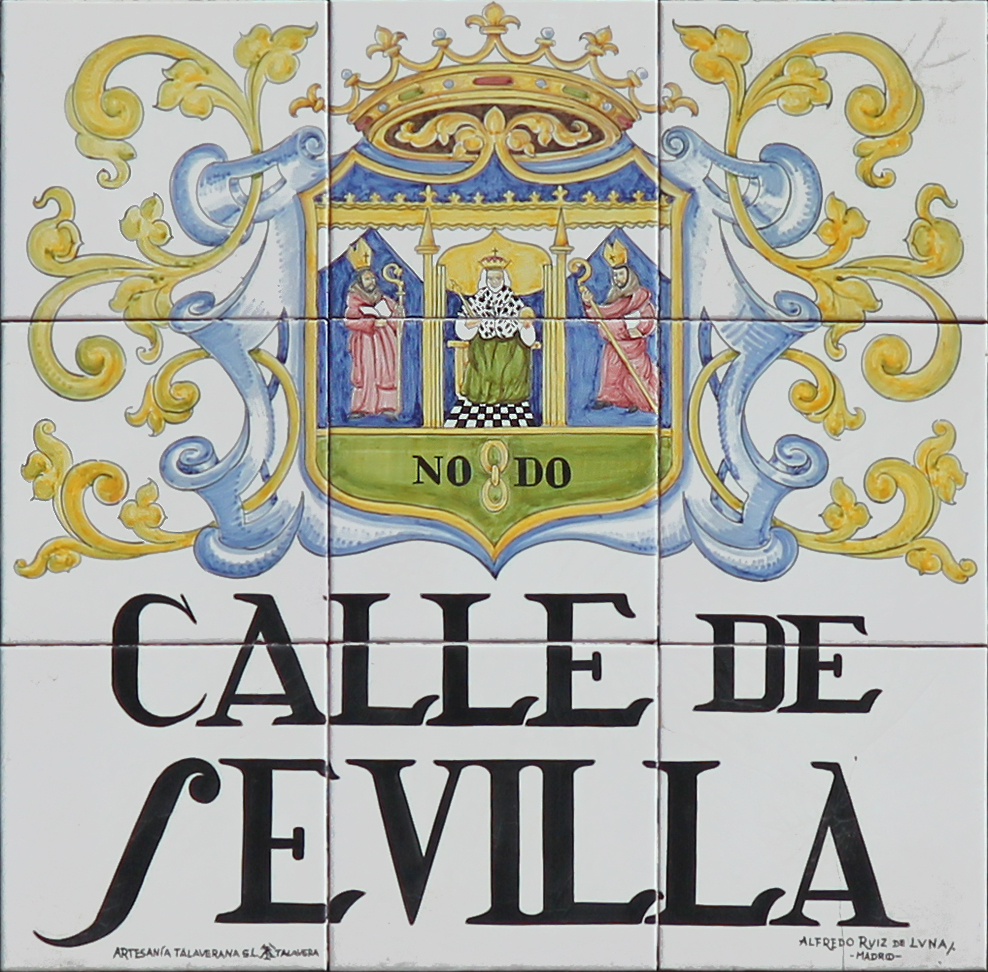
Placa cerámica de la calle de Sevilla, por Alfredo Ruiz de Luna.

En el año 1846 se estableció en el extremo de esta calle el popular y conocido café Suizo, justo enfrente del Fornos al otro lado de la calle Alcalá. En el año 1902 y 1906 se construyó en el solar contiguo, con fachada principal a la plaza de Canalejas, el edificio del Banco Hispano Americano, otro edificio que configuró la calle fue el Palacio de la Equitativa. Esta operación inmobiliaria de fin de siglo XIX, da fin al famoso Pasaje del Iris que unía la calle Alcalá y la carrera de San Jerónimo. En los restos de este pasaje se creó el Café de Madrid (denominado inicialmente Café de Iris) crisol de la generación del 98.
En los comienzos del siglo xx esta breve calle se hizo vía muy transitada debido a la apertura en las cercanías del Casino de Madrid y la la Gran Peña. El 14 de junio de 1924 se abrió la estación de Sevilla con el primer tramo de la línea 2 del metro de Madrid.